# Autorrealização
Autorrealização (em inglês, self-realization) é uma expressão usada na psicologia, filosofia e espiritualidade ocidentais; e nas religiões indianas. No entendimento ocidental, é a "realização por si mesmo das possibilidades de caráter ou personalidade" (ver também auto-atualização). No entendimento indiano, a autorrealização é o conhecimento libertador do verdadeiro Eu, seja como o Atman imortal permanente ou como a ausência (sunyata) de um Self permanente.

## Entendimento Espiritual
Autorrealização é considerada a porta de entrada para a Felicidade Eterna. De acordo com Dada Bhagwan, quando alguém realiza o Eu, alcança a felicidade eterna. 
Saber quem eu sou é autorrealização. Se alguém realiza seu próprio Eu, então ele próprio é uma Alma Suprema Absoluta (Parmatma). 

## Compreensão ocidental
O dicionário Merriam Webster define autorrealização como: 
Realização por si próprio das possibilidades de caráter ou personalidade. 
No mundo ocidental, a "autorrealização" ganhou grande popularidade. Influentes nessa popularidade foram a psicanálise, a psicologia humanista, o crescente conhecimento das religiões orientais e a crescente popularidade do esoterismo ocidental.

### Psicologia
Embora Sigmund Freud fosse cético em relação à religião e ao esoterismo, suas teorias tiveram uma influência duradoura no pensamento e na autocompreensão ocidentais. Sua noção de memórias reprimidas, embora baseada em suposições falsas, tornou-se parte do pensamento dominante. As ideias de Freud foram desenvolvidas por seus estudantes e neopsicanalistas. Carl Jung, Erik Erikson e Winnicott foram especialmente importantes no entendimento ocidental do eu. Mas outras alternativas também foram desenvolvidas. Jung desenvolveu a noção de individuação, o processo ao longo da vida em que o centro da vida psicológica muda do ego para o Self. Erikson descreveu o desenvolvimento humano ao longo da vida em sua teoria do desenvolvimento psicossocial. Winnicott desenvolveu a noção do verdadeiro eu. Roberto Assagioli desenvolveu sua abordagem da psicossíntese, uma abordagem original da psicologia.

### Esoterismo ocidental
O esoterismo ocidental integra uma ampla variedade de tradições, algumas das quais veem a autorrealização como o objetivo final de um ser humano.    

## Religiões indianas

### Jainismo
A filosofia jainista é considerada a filosofia mais antiga do mundo que separa o corpo (matéria) da alma (consciência) completamente. A consciência individual e a consciência individual são centrais na filosofia jainista. A autorrealização é um dos principais pré-requisitos para atingir a iluminação e a liberação definitivas (moksha). Autorrealização significa descascar camadas fabricadas da própria personalidade para entender o verdadeiro eu e, portanto, a verdadeira natureza da realidade. No jainismo, o karma é retratado como partículas invisíveis de matéria sutil que aderem a um organismo vivo ou Jiva. Essas partículas se juntam para formar um filme de negatividade e escuridão ao redor da alma que obscurece a verdadeira consciência; fazendo o Jiva perder o contato com sua essência original como alma. Essas partículas cármicas tendem a atrair mais partículas que causam o influxo de matéria cármica auspiciosa e inauspiciosa na alma (Āsrava), levando o organismo a cair na escravidão da luxúria, prazeres mundanos, ego, ódio, ciúmes, raiva, etc. Assim, a autorrealização abre caminho para simplesmente reverter esse processo e ajudar o buscador a decifrar a verdade absoluta por si próprio. O jainismo rejeita firmemente a crença de um criador, e um ser é o único responsável por seus pensamentos, ações e suas consequências.

### Hinduísmo
No hinduísmo, a autorrealização (atma-jnana ou atmabodha) é o conhecimento do verdadeiro eu além da ilusão e identificação com os fenômenos materiais. Refere-se à auto-identificação e não à mera identificação do ego.    .

#### Xivaísmo
No Xivaísmo, a autorrealização é o conhecimento direto do Deus Divino Parashiva. A autorrealização (nirvikalpa samadhi, que significa "êxtase sem forma ou semente", ou asamprajñata samādhi) é considerada a realização espiritual definitiva.
A autorrealização é considerada a porta de entrada para moksha, libertação/libertação do renascimento. Este estado é atingido quando a força da Kundalini atravessa o chakra Sahasrara no topo da cabeça. A realização do Eu, Parashiva, considerado o destino de cada alma, é alcançável através da renúncia, meditação sustentada e prevenção da germinação do karma futuro (a frase "fritar as sementes do karma" é frequentemente usada)

#### Advaita Vedanta
Mantman é o primeiro princípio em Advaita Vedanta, junto com seu conceito de Brahman, com Atman sendo o particular pessoal perceptível e Brahman o universal ilimitado inferido, tanto sinônimo quanto intercambiável. O objetivo soteriológico, no Advaita, é obter autoconhecimento e compreensão completa da identidade de Atman e Brahman. O conhecimento correto de Atman e Brahman leva à dissolução de todas as tendências dualistas e à libertação. Moksha é atingido ao realizar a verdadeira identidade de alguém como mantman, e a identidade de Atman e Brahman, o entendimento completo da natureza real de alguém como Brahman nesta vida. Isso é afirmado por Shankara da seguinte forma: 
Eu sou diferente de nome, forma e ação.
Minha natureza é sempre livre!
Eu sou o Eu, o supremo incondicionado Brahman.
Sou pura consciência, sempre não dual.

- Adi Shankara, Upadesasahasri 11.7

### Budismo
Como o budismo nega a existência de um eu separado, conforme explicado nos ensinamentos de anatman e sunyata, a autorrealização é uma contradição in terminis para o budismo. Embora os ensinamentos do tathagatagarbha pareçam ensinar a existência de um eu separado, eles apontariam para a possibilidade inerente de alcançar o despertar, não para a existência de um eu separado. Segundo os ensinamentos dharmadhatu, a realidade é um todo indiviso; despertar é a realização desse todo. As tradições do budismo maaiana afirmam a realização de uma Natureza de Buda absoluta.

### Siquismo
O siquismo propõe a filosofia da autorrealização. Isso é possível por "aatam-cheennea" ou "Aap Pashaanae", purificando o eu do falso ego:
'Atam-cheene' é auto-análise, que é obtida espiando-se o próprio self à luz dos ensinamentos de Sri Guru Granth Sahib. É o processo de avaliar e analisar a si mesmo na pedra de toque do 'naam simran' que, se praticado, permeia no eu e lava-o por dentro. A imundície de muito materialismo desaparece, o eu se purifica e a mente entra em 'charhdi kala/estado mental superior". Isso significa que o eu deve ser avaliado, examinado e purificado, levando à autorrealização e à purificação da mente. Uma vez purificada, a mente ajuda a introduzir a Superpotência como o Guru diz: "Atam-cheen bhae nirankari" (SGGS: p. 415), o que significa que alguém se sintoniza com o Senhor Sem Forma através da autorrealização. Indiretamente, significa que a autorrealização leva à realização de Deus.
Guru Nanak diz: 
Aqueles que percebem a si mesmos ficam imersos no próprio Senhor.

Quem realiza seu si mesmo, conhece a essência. 